# がむしゃら行進曲
『がむしゃら行進曲』（がむしゃらこうしんきょく）は、関ジャニ∞の楽曲。2014年12月3日にINFINITY RECORDSから31作目のシングルとして発売された。

## 概要
- 前作『言ったじゃないか/CloveR』から約2か月振りのリリース。
- CDは初回限定盤、通常盤の2形態で発売。
- 表題曲「がむしゃら行進曲」は、がむしゃらで熱いメッセージソングとなっている[10]。
  - 同曲は、メンバーの丸山隆平が主演する日本テレビ系土曜ドラマ『地獄先生ぬ〜べ〜』の主題歌である[10]。
- その他、全形態共通のカップリングとして「次の春です。」、通常盤のカップリングとして「Cannonball」を収録[12]。
- 初回限定盤の特典DVDには、表題曲「がむしゃら行進曲」のミュージック・ビデオとメイキング映像を収録[12]。
  - 同じく初回限定盤には、同MVの振り付けが掲載されているテキスト「丸山先生の『がむしゃら行進曲』振り付け完全指導テキスト」を封入[11]。
- 初回限定盤と通常盤の初回プレス分には、本作と前月以前に発売された30thシングル『言ったじゃないか/CloveR』、7thアルバム『関ジャニズム』の3作連動応募企画として、2015年1月10日に京セラドーム大阪にて開催されたラジオ公開録音『関ジャニ∞のレコメン! ラジオ史上最大の公開録音スペシャル』[13][14]と、メンバーのメッセージが入った2015年のオリジナルカレンダー『完全撮り下ろし プレミアムA3カレンダー』のどちらかに応募でき、これらに外れた場合に、2009年から2010年にかけて放送されていた自身の冠番組であるテレビ朝日系『関パニ』を模した完全撮り下ろしのバラエティ企画『関パミニ』がストリーミング再生で視聴可能な「応募ID」が封入された[15]。
- 2024年1月1日、デビュー20周年を記念し、過去にリリースされた全楽曲が各種音楽ダウンロードサービス、サブスクリプションサービスで配信されることに伴い、表題曲「がむしゃら行進曲」がベストアルバム『GR8EST』の収録曲およびシングル『キミトミタイセカイ』の収録曲[注 1]、同年1月24日には同曲がアルバム『関ジャニ∞の元気が出るCD!!』の収録曲として配信開始され、同年1月31日には本作の全収録曲の配信も開始された[16][17][18]。

### 各形態概要
| 曲名         | 形態 | 形態 | 形態 |
| 曲名         | 初回 | 通常 |      |
| ------------ | ---- | ---- | ---- |
| 次の春です。 | ○    | ○    |      |
| Cannonball   | ×    | ○    |      |

| 特典内容                                               | 形態                   |
| ------------------------------------------------------ | ---------------------- |
| 3タイトル連動応募券                                    | 全形態（初回プレス分） |
| 特典DVD（詳細は#特典DVDを参照）                        | 初回限定盤             |
| スリーブケース仕様                                     | 初回限定盤             |
| 丸山先生の「がむしゃら行進曲」振り付け完全指導テキスト | 初回限定盤             |
| ∞（エイト）の証明写真ステッカー                        | 初回限定盤             |
| がむしゃら歌詞フォトブック                             | 初回限定盤             |
| ∞（エイト）ステッカー                                  | 通常盤（初回プレス分） |
| リストバンド「シャララ∞（エイト）リボン」              | 通常盤（初回プレス分） |

## 販売形態
- 発売日：2014年12月3日
  - 初回限定盤（JACA-5511~5512：CD+DVD）
    - スリーブケース仕様
    - 丸山先生の「がむしゃら行進曲」振り付け完全指導テキスト封入
    - ∞（エイト）の証明写真ステッカー封入
    - がむしゃら歌詞フォトブック封入
    - 3タイトル連動応募券封入

  - 通常盤（JACA-5513：CD）
    - ∞（エイト）ステッカー [がむしゃら行進曲ver.]封入（初回プレス分のみ）
    - シャララ∞（エイト）リボン封入（初回プレス分のみ）
    - 3タイトル連動応募券封入（初回プレス分のみ）
- 発売日：2019年7月12日
  - 通常盤：十五催ハッピープライス盤（JSNC-1531：CD）
    - 自身の配信アプリ『関ジャニ∞アプリ』対応のため、15%オフでの再発売。
- 発売日：2024年1月31日
  - 配信作品
    - デビュー20周年を記念した音楽ダウンロードサービスおよびサブスクリプションサービスでの配信[16][17][18]。

## チャート成績

### シングルチャート順位
- オリコンチャート
  - 初週20.1万枚を売り上げ、2014年12月15日付の「オリコン週間 CDシングルランキング」で週間1位を獲得した[2]。
    - 18作連続、通算26作目のシングル1位となった[2]。
    - 2014年発売したシングル6作全てで首位を獲得した事になり、2011年に記録した自己年間最多首位獲得数の4作を更新した[2]。
    - 1年間に6作のシングルが同チャートで首位を獲得するのは、浜崎あゆみ（2001年）、嵐（2010年）に並ぶ、歴代最多記録となった[2]。

  - 累計222,058枚を売り上げ、2014年12月度「オリコン月間 CDシングルランキング」で月間4位を獲得した[3]。
  - 累計201,022枚を売り上げ、2014年度「オリコン年間 CDシングルランキング」で年間33位を獲得した[4]。
- Billboard JAPAN
  - 2014年12月10日公開の「Billboard JAPAN Top Singles Sales」で週間1位を獲得した[6]。
  - 2015年度「Billboard Japan Top Singles Sales Year End」で年間12位を獲得した[8]。

### 各曲チャート順位
- Billboard JAPAN
  - 2014年12月10日公開の「Billboard Japan Hot 100」で表題曲「がむしゃら行進曲」が週間1位を獲得した[5]。
  - 2015年度「Billboard Japan Hot 100」で表題曲「がむしゃら行進曲」が上半期17位を獲得した[7]。
  - 2015年度「Billboard Japan Hot 100 Year End」で表題曲「がむしゃら行進曲」が年間48位を獲得した[9]。

## 収録曲

### CD
※「Cannonball」以降、通常盤・配信作品のみ収録。
1. がむしゃら行進曲 - [4:16]
作詞・作曲・編曲：Peach
ブラスアレンジ：YOKAN
  - 日本テレビ系土曜ドラマ『地獄先生ぬ〜べ〜』主題歌[10]
2. 次の春です。- [4:00]
作詞：SAKRA、平義隆
作曲：SAKRA
編曲：山路一志
3. Cannonball - [3:32]
作詞：TAKESHI
作曲：Susumu Kawaguchi, Joakim Bjornberg, Christofer Erixon, Atsushi Shimada
編曲：Atsushi Shimada
4. がむしゃら行進曲 (オリジナル・カラオケ)
5. 次の春です。 (オリジナル・カラオケ)
6. Cannonball (オリジナル・カラオケ)
7. Secret Talk - 村上信五・丸山隆平

### 特典DVD（初回限定盤）
| #         | タイトル                         | 作詞  | 作曲・編曲 | 時間  |
| --------- | -------------------------------- | ----- | ---------- | ----- |
| 1.        | 「がむしゃら行進曲」(Music Clip) |       |            | 5:06  |
| 2.        | 「がむしゃら行進曲」(Making)     |       |            | 13:25 |
| 合計時間: | 合計時間:                        | 18:31 |            |       |

## 参加ミュージシャン
※アルバム『関ジャニ∞の元気が出るCD!!』のクレジットより。
がむしゃら行進曲
- Drums：濵﨑大地
- E.Bass：前原利次
- Trumpet：YOKAN、斎藤幹雄
- Trombone：野村裕幸
- Tenor Sax：竹村直哉
- Strings：中島優紀ストリングス
- E.Guitar / all other instruments：Peach

## 収録作品

### アルバム
がむしゃら行進曲
- 8thアルバム『関ジャニ∞の元気が出るCD!!』
- 2ndベストアルバム『GR8EST』
- 配信限定アルバム『関ジャニ∞のいろは』

※5人の再録バージョンおよび1ハーフバージョンを収録。
- 配信限定アルバム『関ジャニ∞のいろは2023』

※5人の再録バージョンおよび1ハーフバージョンを収録。

### シングル
がむしゃら行進曲
- 32ndシングル『強く 強く 強く』（通常盤）

※リミックス音源を収録。
- 46thシングル『キミトミタイセカイ』（通常盤）

※5人の再録バージョンを収録。

### 映像作品

#### ライブ映像
がむしゃら行進曲
- 12thライブDVD/Blu-ray『関ジャニズム LIVE TOUR 2014≫2015』
- 13thライブDVD/Blu-ray『関ジャニ∞リサイタル お前のハートをつかんだる!!』
- 14thライブDVD/Blu-ray『関ジャニ∞の元気が出るLIVE!!』
- 16thライブDVD/Blu-ray『関ジャニ'sエイターテインメント』
- 18thライブDVD/Blu-ray『関ジャニ'sエイターテインメント GR8EST』
- 19thライブDVD/Blu-ray『十五祭』
- 20thライブDVD/Blu-ray『KANJANI'S Re:LIVE 8BEAT』
- 21stライブDVD/Blu-ray『KANJANI∞ STADIUM LIVE 18祭』

※初回限定盤Aの特典DVD/Blu-rayにも収録。
- 22ndライブBlu-ray/DVD『KANJANI∞ DOME LIVE 18祭』
- 24thライブBlu-ray/DVD『超DOME TOUR 二十祭』

#### ミュージック・ビデオ
がむしゃら行進曲
- 2ndベストアルバム『GR8EST』（完全限定豪華盤 特典DVD）